# Grabowo (powiat Gołdapski)
Grabowo (Duits: Grabowen; 1938-1945: Arnswald) is een plaats in het Poolse woiwodschap Ermland-Mazurië, in het district Gołdapski. De plaats maakt deel uit van de stad- en landgemeente Gołdap.